# نورالهدی منگنه
نورالهدی منگنه (زاده ۱۲۸۱ ش) روزنامه‌نگار، فعال حقوق زنان، نویسنده، آموزگار، شاعر، نویسنده و از پیشگامان جنبش زنان در ایران بود.
او عضو جمعیت نسوان وطنخواه بود و کتاب‌هایی دربارهٔ زنان نوشت. منگنه مجله بی‌بی را از سال ۱۳۳۴ منتشر کرد و در چند نشریه مقاله می‌نوشت.

## زندگی‌نامه
نورالهدی منگنه، معروف به منیرالسلطنه، فرزند میرزاعلی مشیر دفتر از دبیران دربار قاجار و رخساره مهرالدوله از زنان پیشرو زمان خود، در سال ۱۲۷۷ش. زاده شد. در کودکی از پدر و مادر و آموزگاران سرخانه، مقدمات زبان فارسی، عربی و دیگر دانش‌ها را فرا گرفت و با هنر خوشنویسی، نواختن پیانو و تار و زبان فرانسه آشنایی یافت. بازی شطرنج را از پدرش آموخت و در هنرهای دستی ایران مانند ابریشم‌دوزی، زردوزی و مرواریددوزی نیز چیره‌دست شد. سپس به خواست مادر خود برای ادامهٔ درس به بیروت رفت و در دانشکدهٔ بیروت در رشتهٔ روان‌شناسی کودک تحصیل کرد و سپس به ایران بازگشت. او که به فعالیت‌های فرهنگی علاقه داشت از آغاز تأسیس جمعیت نسوان وطنخواه ایران عضو هیئت مدیرهٔ آن شد و به عنوان منشی اول این جمعیت مسئولیت زیادی برعهده گرفت.

## وضعیت خانوادگی
نورالهدی در خانواده‌ای متمول و تحصیل‌کرده به‌دنیا آمد. پدرش میرزا علی کارمند اداره مالیات و مادرش رخساره از زنان سرشناس و پیشرو زمان خود بود. خانواده نورالهدی از طبقات بالای جامعه آن روز محسوب می‌شدند.
پدربزرگ نورالهدی به نام میرزا محمدحسین، سررشته‌دار کل دستگاه قاجار بود و چون کار مهر و منگنه دفتر کل، زیرنظر او انجام می‌شد به لقب منگنه معروف شد. نورالهدی پدرش را مردی دانشمند می‌دانست که برای تربیت فرزندانش معلم‌های فرنگی استخدام می‌کرد.
مادرش هم زنی نوگرا و روشن‌فکر بود. وی خیاطی فرنگی و اختصاصی داشت و در دورانی که عموم مردم و حتی اشراف از لباس‌های ایرانی استفاده می‌کردند، لباس‌های این خانواده را خیاط‌های فرنگی می‌دوختند و از حجاب به شکل مرسوم خبری نبود.
پدر نورالهدی همانند دیگر رجال قاجار کمتر در مسائل سیاسی و اجتماعی وارد می‌شد. نورالهدی خود و خانواده‌اش را روشن‌فکر معرفی کرده و در فعالیتهای اجتماعی همه تلاش خود را به کار گرفته تا فرهنگ مردم ایران را به سوی فرهنگ و شیوه زندگی غربی سوق دهد.
نورالهدی در سن پانزده سالگی به عقد معاون الممالک (معاون وزارت پست و تلگراف) درآمد اما این ازدواج دوام نیاورد و پنج سال بعد از او جدا شد. این شکست، مدتی وی را منزوی و گوشه‌گیر کرد اما با مساعدت و همکاری خانم محترم اسکندری که با کمک هم وارد عرصه جدیدی از فعالیتهای اجتماعی شدند، از انزوا و تنهایی خارج شد.

## فعالیت‌ها
نورالهدی منگنه بعد از اتمام تحصیلات قدیمه، در رشتهٔ روان‌شناسی کودک در دانشگاه بیروت تحصیلات خود را ادامه داد. وی که به زبان‌های فرانسه و انگلیسی و عربی آشنا بود در شهریور ۱۳۳۴ قمری مجله «بی‌بی» را تأسیس و منتشر کرد. هم‌چنین او عضو مؤثر تشکیل جمعیت نسوان وطن‌خواه بود و با کانون بانوان همکاری داشت.
نورالهدی از زنان پیشرو در جنبش زنان بود که تمرکز فعالیت‌های وی بر روی سوادآموزی زنان بود؛ زیرا او هم مانند بسیاری دیگر از زنان روشنفکر آن زمان آگاهی و کسب دانش را راه اصلی گریز از زندگی در خرافه و جهل می‌دانست. او بنیانگذار کلاسهای سوادآموزی زنان در جمعیت نسوان، عضو کانون بانوان و از هم‌کاران فعال مجله زبان زنان بود.
نورالهدی منگنه در بخشی از خاطرات خود نوشته‌است که همیشه دوست داشته اقدامی برای تنویر افکار زنان و خانواده‌ها داشته باشد. او یکی از ده زنی بود که برای تأسیس انجمن نسوان تلاش بسیار کرد. وی می‌نویسد:
«جمعیت نسوان وطن‌خواه از بانوان ترقی‌خواه در سال ۱۳۰۱ شمسی تشکیل گردیده بود. جمعی از بانوان کمر همت بسته بودیم برای بنیانگذاری ترقیات، آزادی، پیشرفت و تعلیمات و به‌طور کلی برای بهبود عالم زنان قد علم کرده بودیم. هیئت مدیره آن ۱۰نفر از بانوان منتخب جمعیت بودند که رئیس جمعیت مزبور با انتخاب اعضای محترم، خانم اسکندری و این‌جانب در هیئت منشی اول انتخاب شده بودند.»
جمعیت نسوان وطن‌خواه اولین انجمن زنان بود که به صورت عملی دست به اقداماتی برای آموزش زنان زد. ایده اصلی تشکیل اکابر برای زنان توسط نورالهدی مطرح شد. او که برای تشکیل مدارس زنان و اکابر تلاش زیادی داشت به صورت هفتگی جلساتی را برای زنان برگزار می‌کرد تا در این جلسات آن‌ها را با حقوق اصلی خودشان آشنا سازد.

## آثار
نورالهدی منگنه، معلم، شاعر و یکی از نویسندگان زبردست مجله «نسوان وطن‌خواه» بود. این مجله به صاحب امتیازی بانو شاهزاده ملوک اسکندری در سال ۱۳۰۲ شمسی منتشر شد.
از نورالهدی علاوه بر مقالات و نوشته‌های متنوع در زمینه آموزش و امور مربوط به موضوعات اجتماعی و زنان آثار بسیاری به یادگار مانده‌است. آثاری چون:
- دوست شما
- ره‌آموز خانواده
- در تربیت اطفال
- ناقوس
- در اخلاق و روش خانواده
- شعر؛ تگرگ
- شعر؛ گلگشت

نورالهدی هم‌چنین آثاری ویژه دختران و زنان به رشته تحریر درآورده است:
- ره‌آموز خانواده
- آداب معاشرت
- تدبیر منزل[۶][۸]

## کهنسالی و شعر
یکی از کتابهایی که نورالهدی در سالهای آخر زندگی نوشته‌است دیوان اشعار و پنجمین کتابی است که منتشر کرده‌است.
دیوان اشعار وی بسیار متنوع است و از طرز فکر و نگرش خاصی حکایت نمی‌کند. در این کتاب که بیشتر اخلاقی و تربیتی است آثار پختگی و اعتلای شعرش را می‌توان مشاهده کرد.
از مضمون بسیاری از آخرین سروده‌هایش چنین برمی‌آید که در آخر تغییر روش داده و بر خلاف جوانی که گرایش‌های سوسیالیستی تندی در جمعیت نسوان داشت، معتدل شده و در بسیاری از شعرهایش، ایمان و تقوا را ستایش می‌کند. او در این ایام با تغییر دیدگاه نسبت به روزگار جوانی در برخی از سروده‌هایش بی‌بندوباری در جامعه را تقبیح کرده و زنانی که طبق مد روز لباس می‌پوشند و توجهی به عفاف و شئونات اجتماعی ندارند را نکوهش می‌کند.
نورالهدی در یکی از اشعارش آورده‌است:
برهنه ناخوش و بیمار سخت است
گرسنه زیر سنگین بار سخت است
نگاه لرزونت با پای مجروح
دویدن روز تیغ و خار سخت است
برون رهنما در دشت و هامون
به هنگام شبان تار سخت است
تن عریان میان فوج زنبور
قبول درد ناهموار سخت است
به‌زیر بار زور و یاوه رفتن
بسان سوز و نیش مار سخت است